# Haus Almerfeld

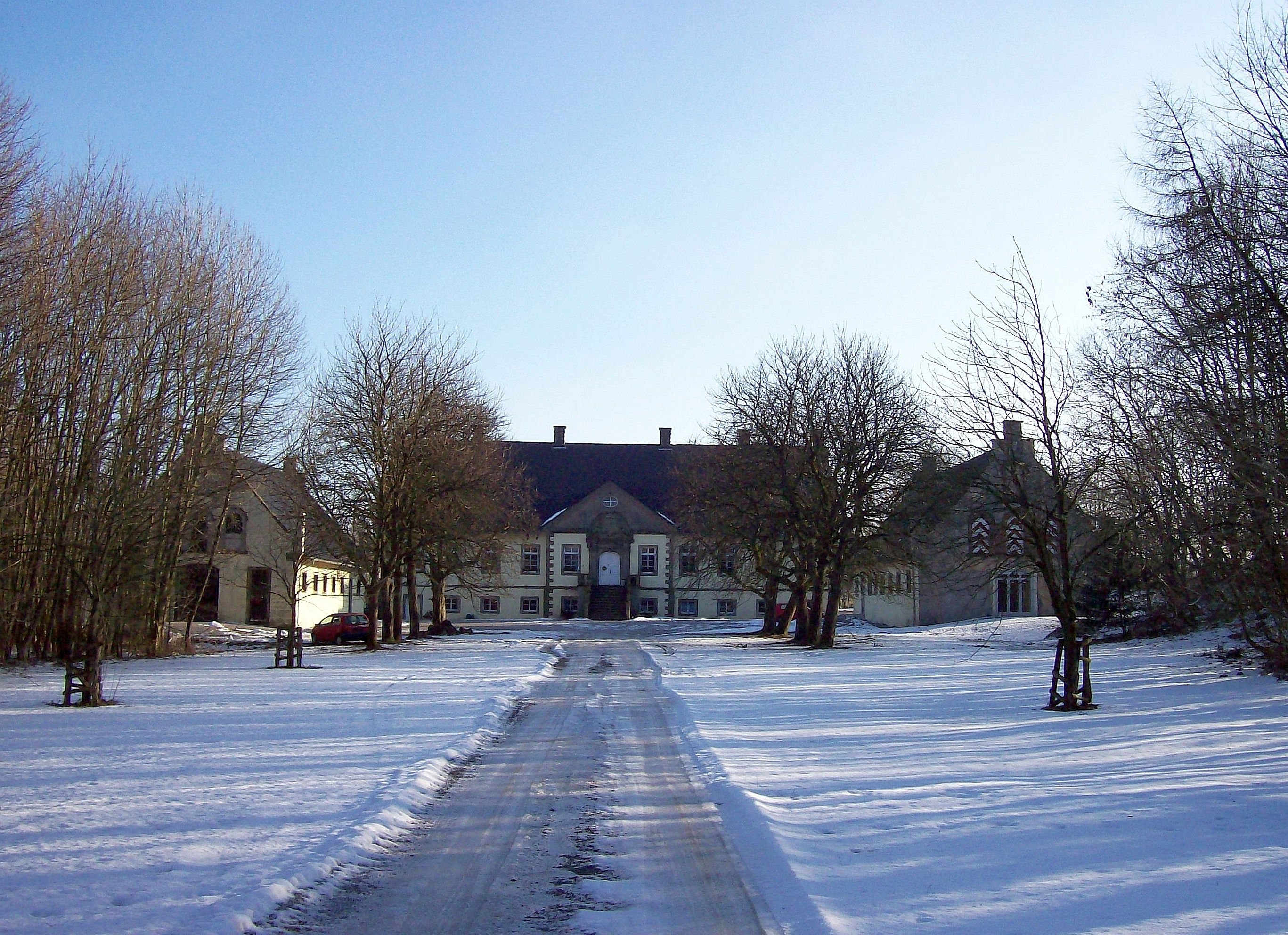
Haus Almerfeld

Das Haus Almerfeld befindet sich in der Stadt Brilon zwischen den Ortsteilen Radlinghausen, Nehden und Alme.

## Geschichte
Das langgestreckte einstöckige Herrenhaus mit Staffelgiebeln, Mittelrisalit und wappengeschmücktem Barockportal wurde im Jahre 1738 nach Plänen des aus Erwitte stammenden Baumeisters Michael Spanner erbaut, der auch das Kloster Grafschaft, das Abteigebäude in Kloster Liesborn und das Alte Rathaus in Rüthen errichtete. Besitzer ist  Graf Wilhelm  von Spee.

## Architektur

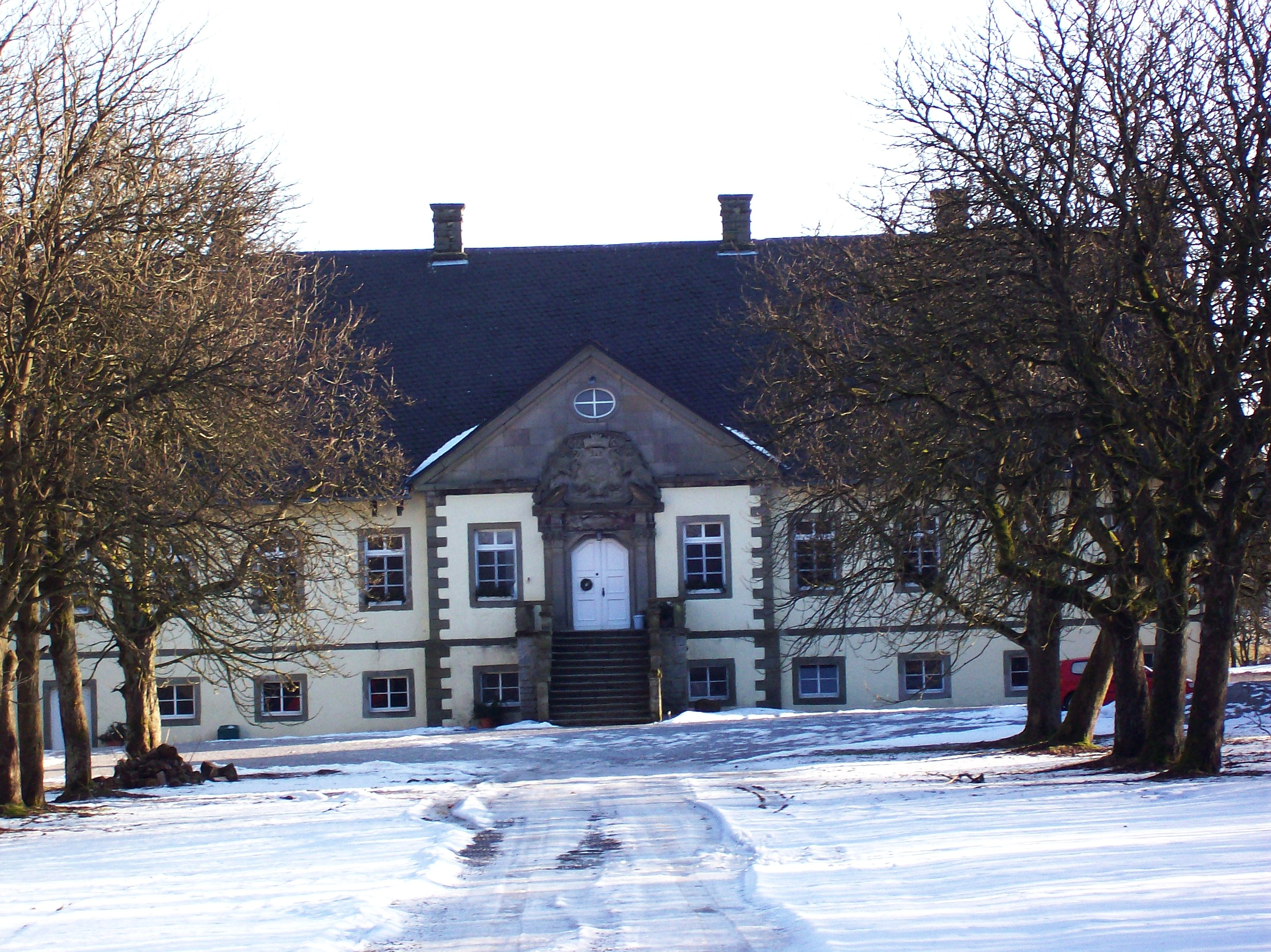
Vorderansicht

Das einstöckige Bruchsteinhaus steht auf einem hohen Kellergeschoss. Der Grundriss ist klar aufgeteilt. Ein dreiachsiger Mittelrisalit mit überreichem Sandsteinportal gliedert die Fassade. Zwei Löwen halten eine Kartusche mit dem Doppelwappen der Familie Meschede-Bruch. In dem aus Sandsteinquadern bestehenden Dreiecksgiebel befindet sich ein Rundfenster. Zum Portal führt eine Freitreppe mit einem geräumigen Podest, unter dem der Kellereingang ist. Eine große Zisterne zum Auffangen von Regenwasser findet sich im Keller. Das ursprünglich vorhandene Dachgesims aus Holz wurde bei einer Dacherneuerung entfernt. Östlich und westlich vom Wohnhaus stehen Kuh- und Pferdestall. Am Pferdestall wurde ein Sandstein mit dem Wappen der Familie und der Jahreszahl 1746 angebracht.

## Bildergalerie

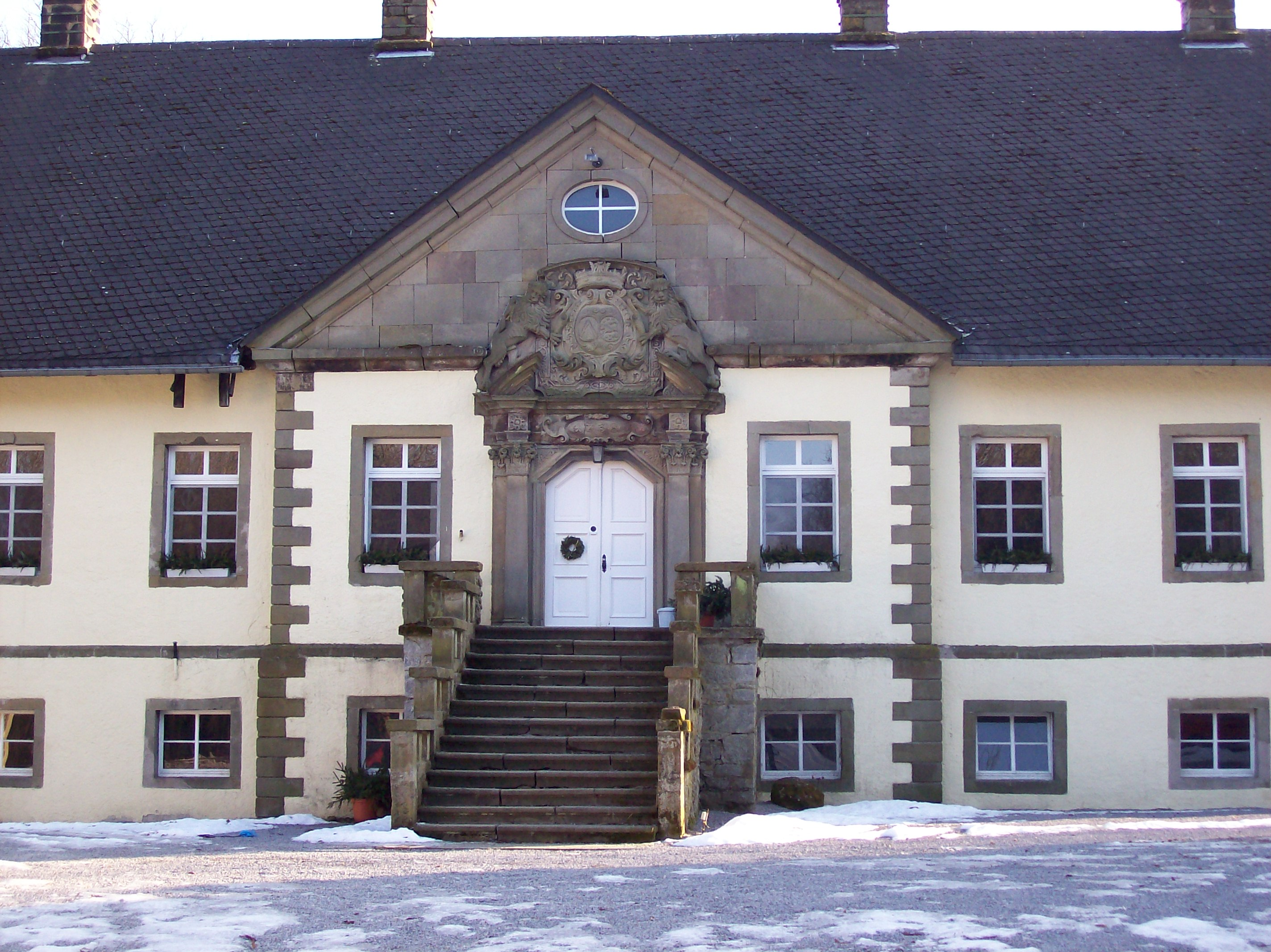
Portal
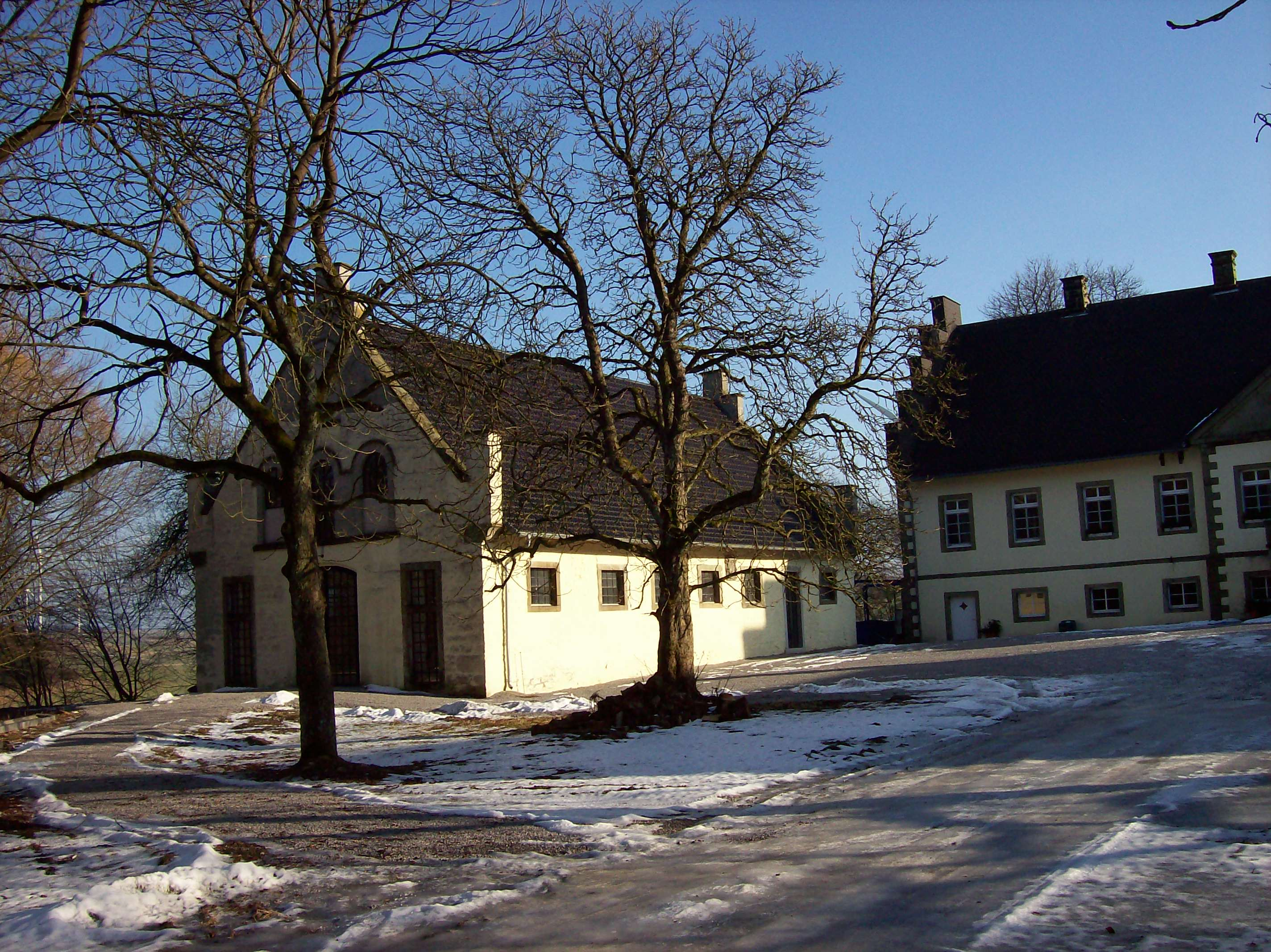
Nebengebäude (links)
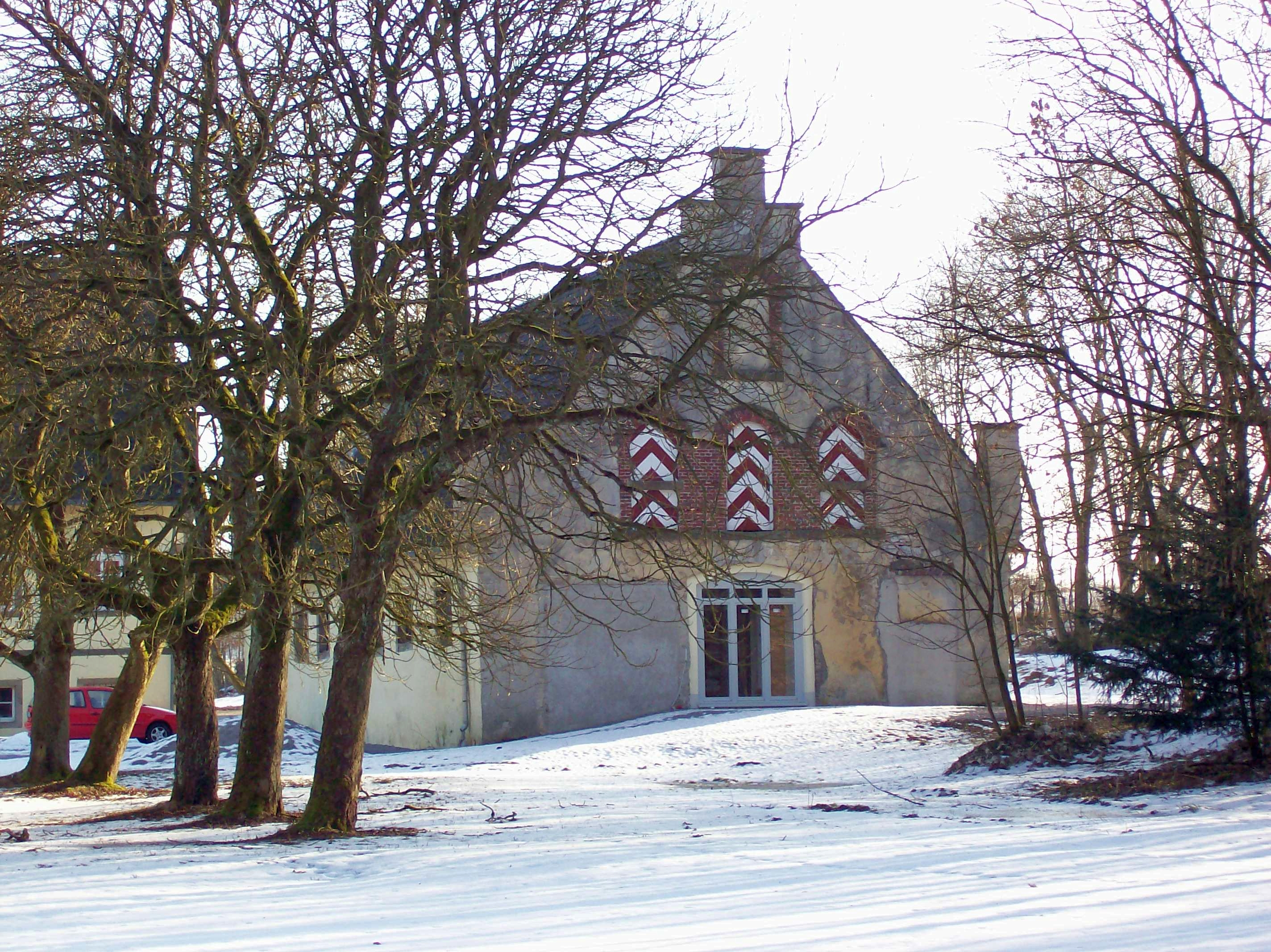
Nebengebäude (rechts)
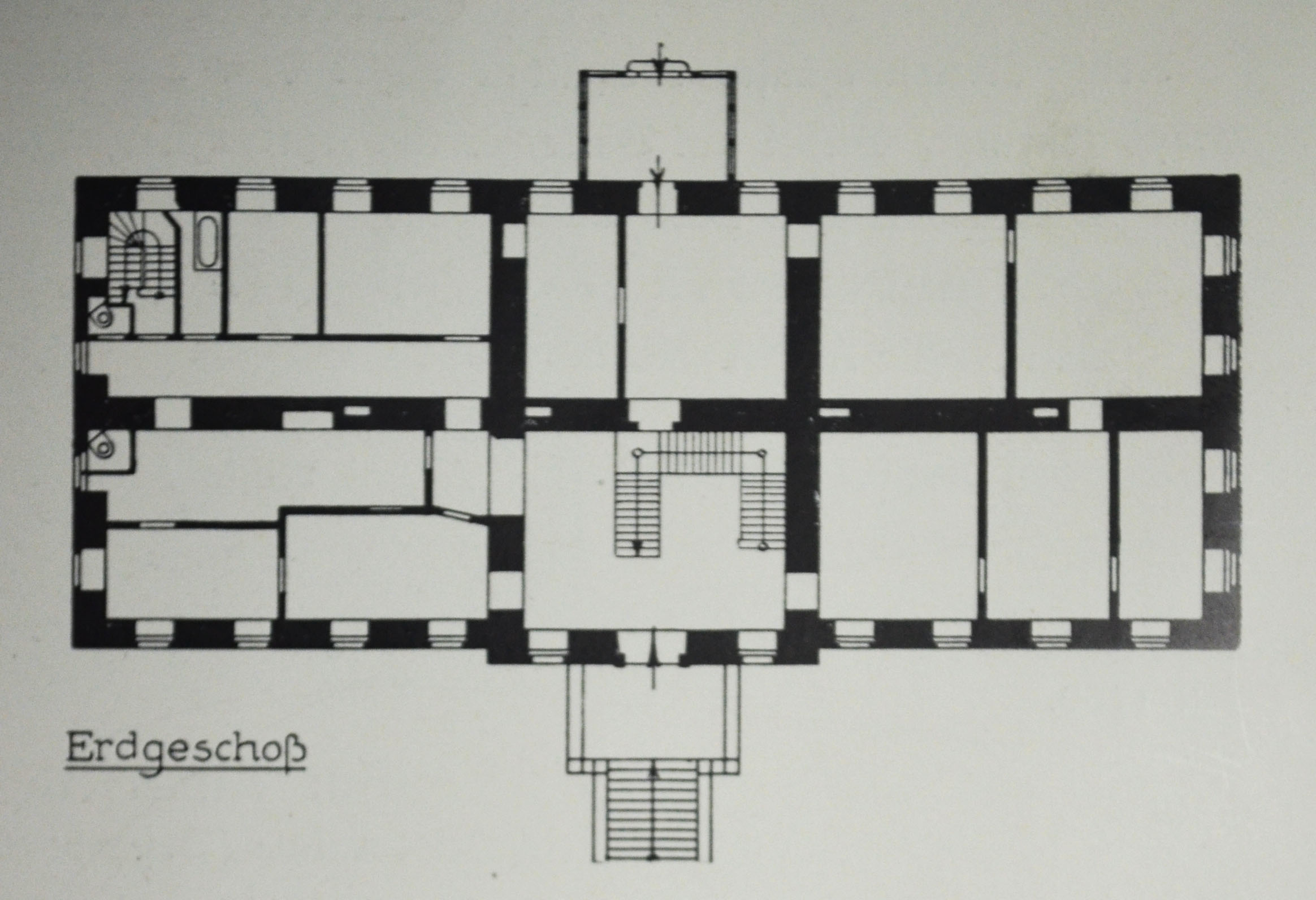
Skizze Erdgeschoss